# Захарчук Олексій Васильович
Олексій Васильович Захарчук (нар. 15 січня 1945, тепер село Чесний Хрест Володимирського району Волинської області) — український радянський діяч, новатор виробництва, бригадир прохідників шахти № 1 «Нововолинська» виробничого об'єднання «Укрзахідвугілля» Волинської області. Депутат Верховної Ради СРСР 10—11-го скликань. Член Ревізійної Комісії КПУ в 1981—1990 роках.

## Біографія
Народився в селянській родині. До 1951 року батько, Василь Семенович Захарчук, працював у колгоспі Горохівського району Волинської області, потім разом із родиною переїхав до міста Нововолинська, де працював теслею.
Закінчив восьмирічну школу в місті Нововолинську Волинської області. Потім навчався у вечірній школі. Освіта середня.
У 1961—1964 роках — лісогон, машиніст шахтних машин і механізмів шахти № 1 «Нововолинська» виробничого об'єднання «Укрзахідвугілля» Волинської області.
У 1964—1967 роках — у Радянській армії: служив авіаційним механіком.
Член КПРС з 1967 року.
У 1967—1973 роках — машиніст шахтних машин і механізмів, прохідник, машиніст прохідницького комбайну шахти № 1 «Нововолинська» виробничого об'єднання «Укрзахідвугілля» Волинської області.
3 березня 1973 року — бригадир комсомольсько-молодіжної бригади прохідників шахти № 1 «Нововолинська» виробничого об'єднання «Укрзахідвугілля» міста Нововолинська Волинської області.
Без відриву від виробництва закінчив електромеханічний технікум.
Потім — на пенсії в місті Нововолинську Волинської області.

## Нагороди
- орден Трудової Слави ІІ ст.
- орден Трудової Слави III ст.
- медалі
- повний кавалер нагрудного знаку «Шахтарська слава»
- заслужений наставник молоді Української РСР